# Stati del Pacifico
Stati del Pacifico o Regione del Pacifico è il nome attribuito alla regione censuaria degli Stati Uniti formata dagli stati che si affacciano sull'Oceano Pacifico. Insieme alla Regione delle Montagne compone gli Stati Uniti occidentali.

## Composizione
Gli Stati che compongono la Regione del Pacifico sono:
- California
- Oregon
- Washington
- Alaska
- Hawaii

Spesso, anche il Nevada e l'Arizona, pur non essendo bagnati dal mare, sono considerati parte della West Coast e della Regione del Pacifico a causa dei forti legami economici e culturali con la vicina California, di cui risentono in particolare i maggiori centri urbani di questi stati, come Las Vegas e Reno nel Nevada, o Phoenix e Tucson in Arizona.